# Parnassia californica
Parnassia californica là một loài thực vật có hoa trong họ Dây gối. Loài này được (A. Gray) Greene mô tả khoa học đầu tiên năm 1890.

## Hình ảnh

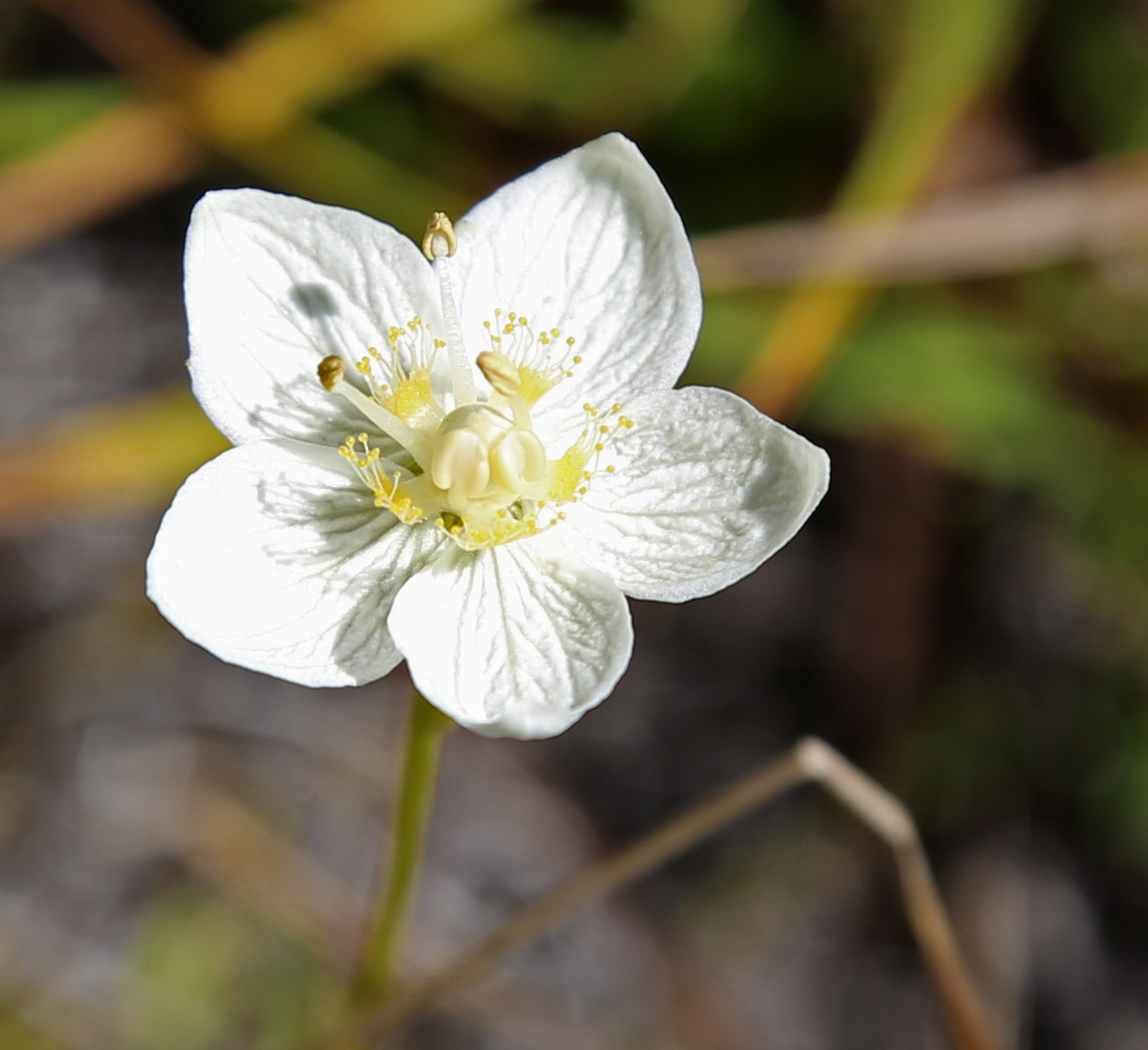
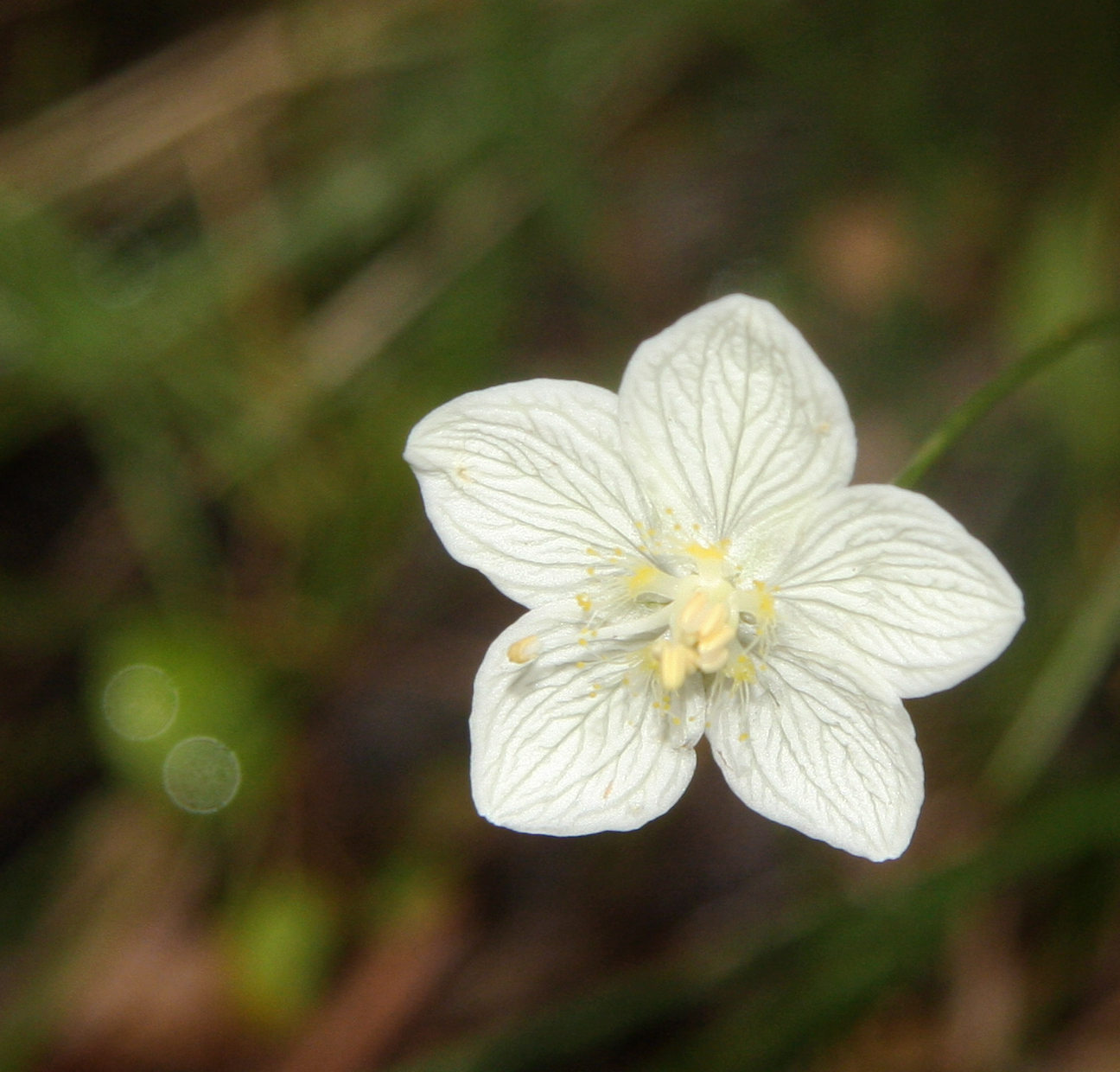